# Культ предків
Культ предків — одна з ранніх форм релігії, що полягає у поклонінні душам померлих пращурів, яким приписується здатність впливати на життя нащадків.

## Поняття культу предків
Під культом предків розуміють не лише віру або окремі вірування у божественність пращурів, а й обряди (іноді цілі комплекси) з їх вшанування та звернення як до них, так і до їхньої сили та могутності (складання пожертв предкам, їх «годування», спілкування з ними тощо).
Зазвичай до культу предків відносять і пов'язану з ним атрибутику, а також систему поведінки та народної етики. Часто також у науковій літературі культ предків тлумачиться ще ширше — як назагал турбота про померлих, віра в тотемічних пращурів, сімейно-родових покровителів (не обов'язково предків) тощо.
У широкому тлумаченні культу предків він присутній у морально-поведінкових настановах сучасної людини — у вшануванні померлих, відвіданні їх могил. У багатьох культурах світу таке вшанування предків замикається на рівні родини, тобто пам'яті про найближчих померлих родичів.

## Культ предків (історичний розвиток у народів світу)
Культ предків виникає у первісному суспільстві. Він відомий як у материнсько-родових громадах (відголоски зберігаються у Меланезії та Мікронезії), так і пізніших патріархальних суспільствах, де отримав найбільший розвиток, коли зажиттєве підпорядкування главам родин (роду) привело до їх посмертного обожнення.
З розвитком людства — утворенням раньокласових суспільтв — культ предків продовжує відігравати значну роль. Так він був невід'ємною складовою политеїстичних релігій давніх греків, римлян, праслов'ян тощо.
У деяких ранньокласових суспільствах (Полінезія, народи Південної Азії, Західної Африки тощо) культ предків еволюціонував у загальноплемінний культ вождів, пов'язаний з організацією влади і суспільства в цілому — вождівством.
У переважної більшості індоєвропейських, частково народів афразійської, алтайської та деяких інших мовних сімей у зв'язку з прийняттям ними монотеїстичних «світових релігій» (християнство, юдаїзм, іслам, буддизм) на рубежі нової ери і пізніше, культ предків зберігся лише у формі окремих синкретичних вірувань, прив'язаних до нових релігій. Так, у народів Євразії, які сприйняли або були навернуті у світові релігії пізніше (протягом 2-го тисячоліття н. е.), такий синкретизм у вірі особливо відчутний, зокрема у більшості уральських народів, наприклад в удмуртів (див. воршуд).
У католицький традиції «День усіх святих» — відгомін культу предків.
Нарешті, у низки інших народів світу культ предків ліг у основу національних релігійних систем — індуїзм в Індії, конфуціанство у Китаї, сінтоїзм у Японії тощо.

## Культ предків у східних слов'ян
Радянський етнограф Дмитро Зеленін (1878—1954) чітко зазначає у своїй «Східнослов'янській етнографії»: «Магічні обряди і культ мертвих взагалі витіснили у східних слов'ян давній культ сил природи». Таким чином, у східних слов'ян були дуже поширені вірування на вшанування померлих пращурів.
З християнізацією українців і білорусів у традиційних тепер уже православних святах і ритуалах збереглося багато поганських рис, пов'язаних з давнім культом предків у слов'ян. Особливо відчутні вони у різдвяних повір'ях, зокрема вшануванні діда, дідуха (біл. дзяды́ у білорусів) — родоначальників сім'ї, а також у обов'язкових поминальних днях по Великодню — гробки́ (народна назва), також Радуниця, діди́ у північних українців (біл. Радаўніца).
Вірування, пов'язані з культом предків, не раз ставали темою творчості українських письменників, кінематограстів тощо. Класичний взірець — оповідання М. Коцюбинського «Тіні забутих предків» та його втілення на кіноекрані Сергієм Параджановим.

## Виноски
1. ↑   Зеленин Д. К. Восточнославянская этнография, М.:"Наука", 1991, стор. 411
2. ↑   Культура і побут населення України, К.: «Либідь», 1991, стор. 196